# 横足根関節
横足根関節（おうそくこんかんせつ/おうそっこんかんせつ transverse tarsal joint）は、足関節の一部で、踵立方関節(踵骨と立方骨により構成)及び距踵舟関節(距骨と舟状骨により構成）により形成される関節。18世紀のフランスの外科医フランソワ・ショパーに因んでショパール関節、ショパー関節（Chopart's joint）とも言う。
この関節でなされる動きは、他の足関節よりも広範囲にわたり、足先を直角よりわずかに大きい程度に上下に曲げたり伸ばしたりする運動と足首を軸として横方向180°程度の回転の組み合わせである。
日本の法令において、身体運動機能の基準の一つとされている。
二　次に掲げる肢体不自由
　イ　両下肢をショパー関節以上で欠くもの—障害者の雇用の促進等に関する法律施行規則 別表第三（第二十条の二、第二十条の二の四、第二十条の四関係）